# O'Hare (Chicago)
Pour les articles homonymes, voir O'Hare.

Situation d'O'Hare dans la ville de Chicago

O'Hare est l'un des 77 secteurs communautaires de la ville de Chicago aux États-Unis. Dans ce secteur se trouve l'aéroport international O'Hare de Chicago.